# Ernst Kiehl
Ernst Kiehl (* 19. März 1937 in Malapane, Oberschlesien, heute Ozimek, Polen) ist ein deutscher Volksliedsammler, Liederforscher und Regionalhistoriker aus Quedlinburg. Er veröffentlichte mehrere Bücher, Liederhefte und zahlreiche Artikel über die Musik- und Regionalgeschichte des Harzes und des Harzvorlands. Kiehl trägt außerdem mit Artikeln zu Forschungen über Andreas Werckmeister, von Johann Heinrich Rolle und besonders von Joseph von Eichendorff bei.

## Leben und Wirken
Ernst Kiehl besuchte die Schule in Magdeburg und studierte dort später an der Technischen Universität Maschinenbau. Seit 1962 arbeitete er als Ingenieur im Messgerätewerk Quedlinburg (VEB Mertik). Kiehl spielte in seiner Freizeit Akkordeon. Er war daran interessiert, Lieder aus dem Harz darauf zu interpretieren, merkte aber bald, dass viele Lieder im Umlauf waren, die „nirgends schriftlich fixiert waren“, und begann, diese mit einem Tonbandgerät aufzunehmen, um sie zu transkribieren. Im Sommer 1966 reiste er nach Friedrichsbrunn, um vom dortigen Musiklehrer Harzer Lieder zu lernen. Diese Reise war der Beginn seiner inzwischen über 600 Lieder aus dem Harz umfassenden Sammlung, die er in dem zweibändigen Werk „Die Volksmusik im Harz und im Harzvorland“ dokumentierte.
Kiehl veröffentlicht Artikel mit Bezug zum Harz in Zeitschriften und Jahrbüchern, beispielsweise im Allgemeinen Harz-Berg-Kalender zu Marie Nathusius und ihren Lebensjahren im Harz, über die Lieddichterin Anna Sophia von Hessen-Darmstadt oder in der Zeitschrift "Unser Harz" sowie im Journal des Landesheimatbundes Sachsen-Anhalt. Als Mitglied des International Council of Traditional Music hat er über die Volksmusik und das Jodeln im Harz auch im internationalen Wissenschaftsaustausch berichtet. Außerdem untersuchte er das Questenfest in Questenberg im Südharz. Ein weiteres, überregional beachtetes Forschungsthema Kiehls ist die regionale Musik und Liedkultur im Harz während und nach der deutschen Teilung. Im Bibliothekskatalog des Zentrums für Populäre Kultur und Musik (Deutsches Volksliedarchiv) der Universität Freiburg werden 52 Veröffentlichungen Kiehls aufgelistet.
Von 1974 bis 2004 wirkte er als Juror bei den Harzer Jodlerwettstreiten in Altenbrak, Hesserode, und seit 1990 auch in Clausthal-Zellerfeld mit. 
Viele Jahre lang war Kiehl Mitglied des Beirats im Zentrum HarzKultur (ehemals Zentrum Harzer Volkskunst) in Wernigerode. 1998 gehörte er in Quedlinburg zu den Gründungsmitgliedern des Fördervereins Historische Sammlungen Quedlinburg und hatte von 1998 bis 2009 die Redaktion des vom Verein herausgegebenen Jahrbuches „Quedlinburger Annalen“ inne.

## Bücher
- Die Volksmusik im Harz und im Harzvorland, 2 Bände:
  - Band 1: Darstellungen und Übersichten, Zentralhaus-Publikationen, Edition Peters, Leipzig 1987, ISBN 3-369-00035-0 (Besprechung von Jürgen Dittmar in: Jahrbuch für Volksliedforschung 35 (1990), S. 125–126).
  - Band 2: Volksmusikalischer Teil, hrsg. vom Zentrum Harzer Folklore, Wernigerode, Piepersche Druckerei und Verlag GmbH, Clausthal-Zellerfeld 1992, ISBN 3-923605-26-9.
- Quedlinburger Heimatlieder und Gassenhauer, hrsg. von Kreiskabinett für Kulturarbeit Quedlinburg, Quedlinburg, 1990 (Besprechung von Roswitha Jendryschik in: Sachsen-Anhalt Journal für Natur- und Heimatfreunde 2 (1995), S. 22).
- Harzer Wanderliederbuch, hrsg. vom Landesheimatbund Sachsen-Anhalt, Halle (Saale), 1993.
- Das Questenfest: Gegenwart und Vergangenheit (unter Mitarbeit von Alfred Schneider). 2. erw. Auflage, Neukirchner, Nordhausen 1995, ISBN 978-3-929767-11-7 (Besprechung von Annette Erler in: Jahrbuch für Volksliedforschung 42 (1997), S. 171–172).
- Auf den Spuren der musikalischen Volkskultur im Harz, zusammen mit Otto Holzapfel und Ernst Schusser, hrsg. vom Bezirk Oberbayern, München, 2002.

## Artikel (Auswahl)
- Bisher unbekannte Berichte aus dem 19. Jahrhundert über das Singen und Jodeln im Harz, mit Helen Hahmann. In: Unser Harz 68/7 (2020), S. 123–128.
- Musikethnologische Forschungen im Landkreis Sangerhausen (3 Teile). In: Sachsen-Anhalt: Journal für Natur- und Heimatfreunde, Halle (Saale), Bd. 24, Heft 1, 2 und 3, 2014.
- Die Traditionen der Jodlerwettstreite im Harz und in der Schweiz. In: Festivals popularer Musik: Tagungsbericht Köln 2010 der Kommission zur Erforschung musikalischer Volkskulturen in der Deutschen Gesellschaft für Volkskunde e. V., Allitera Verlag, München 2012, S. 128–152.
- Leben und Singen im 20. Jahrhundert. Die Funktionalität Traditioneller Musik in einem Beispiel aus dem Oberharz. In: Lied Und Populäre Kultur / Song and Popular Culture, Bd. 46, hrsg. von Deutsches Volksliedarchiv, 2001, S. 117–140.
- Der Flug des Falken. Nebst einigen Gedanken zur Geschichte der Menschen in der DDR. In: Jahrbuch für Volksliedforschung 39 (1994), S. 63–75.